# Sword Art Online
Sword Art Online (ソードアート・オンライン Sōdo Āto Onrain?), también conocida como SAO, es una serie de novela ligera japonesa escrita por Reki Kawahara e ilustradas por Abec. A partir de estas, se han creado diversas adaptaciones, tanto de manga como de anime. Se comenzó a publicar en abril de 2009 por la editorial ASCII Media Works, y se compone hasta junio de 2024 por 28 volúmenes.
Por su parte, la adaptación al anime fue producida por el estudio A-1 Pictures, dirigida por Tomohiko Itō y emitida en Japón por diversas cadenas televisivas desde el 7 de julio de 2012 hasta que finalizó el 22 de diciembre del mismo año con su vigésimo quinto episodio. Su segunda temporada se emitió entre julio y diciembre de 2014, mientras que su tercera temporada fue emitida desde octubre de 2018 hasta septiembre de 2020.
En cuanto a las series de manga, estas fueron dibujadas por diferentes artistas, aunque todas se publicaron en la revista Dengeki Bunko Magazine de la editorial ASCII Media Works, la misma que publica las novelas ligeras. Además, una segunda novela ligera titulada Sword Art Online: Progressive comenzó a publicarse en octubre de 2012, y el 14 de marzo de 2013 Namco Bandai Games lanzó a la venta Sword Art Online: Infinity Moment, el primero de los videojuegos basados en la obra, el 2.º es Sword Art Online: Hollow Fragment, para PlayStation Vita lanzado el 2014, Sword Art Online: Lost Song, el 3.º para PlayStation 4 y PlayStation Vita 2 lanzado el 2015 y el 4.º que salió el 27 de julio de 2015 es Sword Art Online: Re-Hollow Fragment para PlayStation 4 como parte de Sword Art Online: 2020 Collector Ultimate Time Limiting DX Edition Limited.
Además de sus personajes fueran jugables, un juego de peleas llamado Dengeki Bunko Fighting CLIMAX, lanzado el 11 de noviembre de 2014 para PlayStation 4 y PlayStation Vita, en donde Kirito y Asuna son jugables. El 5.º juego es Sword Art Online: Hollow Realization para PlayStation 4, PlayStation Vita y finalmente para Microsoft Windows, fue lanzado previamente en Japón en octubre de 2016 y en noviembre de ese mismo en América del Norte y Europa. Más tarde, se lanzó por primera vez una versión del juego en Nintendo Switch en abril de 2019 en Japón y en mayo de ese mismo año en todo el mundo. Sword Art Online: Fatal Bullet, un videojuego de disparos en tercera persona, es el 6.º juego basado en la obra y fue lanzado primero en Japón el 8 de febrero de 2018 y el 23 de febrero se lanzó mundialmente en PlayStation 4, Microsoft Windows y recientemente para Xbox One. Su versión para Nintendo Switch se lanzó un año después como Sword Art Online: Fatal Bullet Complete Edition, que incluye todos los DLC del juego.
Una película titulada Sword Art Online: Ordinal Scale, que presenta una historia original de Kawahara, se estrenó en Japón y el sudeste asiático el 18 de febrero de 2017 y en los Estados Unidos el 9 de marzo de 2017. Un anime spin-off Sword Art Online Alternative: Gun Gale Online, se emitió en abril de 2018 y una adaptación cinematográfica Sword Art Online Progressive: Aria of a Starless Night, basada en la novela ligera Sword Art Online: Progressive, fue estrenada en octubre de 2021. Su segunda película, Sword Art Online Progressive: Scherzo of Deep Night, fue programado para estrenarse en 2022.
Sword Art Online ha obtenido un gran éxito comercial, y las novelas ligeras han vendido más de 26 millones de copias en todo el mundo. La serie de novelas ligeras tuvo buenas críticas, principalmente en arcos posteriores, mientras que otras series fueron elogiadas desde el principio. La serie de anime ha recibido críticas mixtas a positivas, con elogios por su animación, partitura musical y exploración de los aspectos psicológicos de la realidad virtual, pero críticas por su ritmo y escritura.

## Argumento
La historia central se desarrolla en el año 2022, cuando un videojuego de rol multijugador masivo en línea de realidad virtual —VRMMORPG, por sus siglas en inglés (Virtual Reality Massive Multiplayer Online Role Playing Game)— llamado «Sword Art Online» acaba de ser lanzado. Allí, los jugadores pueden entrar a un mundo denominado Aincrad y controlar sus avatares tal como lo harían con sus cuerpos reales por medio del NerveGear, un casco de realidad virtual capaz de estimular sus cinco sentidos a través de sus cerebros. Sin embargo, los jugadores se dan cuenta de que no pueden salir del videojuego; poco tiempo después, el creador de SAO, Akihiko Kayaba, aparece y les informa que si mueren en el mundo virtual también lo harán en el mundo real, así como les revela que para poder salir del juego primero deben superar los cien pisos del juego. A medida que los jugadores tratan de hacer frente a su situación, dos de ellos Kazuto Kirigaya y Asuna Yuuki, están decididos a ganar y ser libres.

## Producción
Reki Kawahara escribió el primer volumen en 2001 como una participación en el concurso para el Premio de Novela de Juegos Dengeki de ASCII Media Works 2002 (電撃ゲーム小説大賞, Dengeki Game Shōsetsu Taishō, ahora Premio de Novela Denge). Con el tiempo, añadió otros tres arcos principales y varios cuentos que, al igual que el primer arco "Aincrad", se adaptaron más tarde a las novelas ligeras. En 2008, participó de nuevo en el concurso escribiendo Accel World, esta vez ganando el Gran Premio. Aparte de Accel World, se le pidió que publicara su trabajo anterior, Sword Art Online, por ASCII Media Works. Estuvo de acuerdo y retiró sus versiones de novelas web.
Para el protagonista Kirito, se le preguntó a Kawahara si la personalidad y el carácter de Kirito se basaban en los suyos él respondió que generalmente no pone aspectos de sí mismo en sus personajes, y comentó en broma "pero si tuviera que decir que había un punto de similitud entre Kirito y yo, es el hecho de que ninguno de nosotros es bueno formando equipos. Nosotros [ambos] tendemos a jugar mucho solos en estos juegos". También señaló que los personajes femeninos de la historia no se basaban en nadie que conociera en el mundo real, afirmando "Normalmente no hago un personaje, un escenario ni nada antes de empezar a escribir. Mientras escribo la historia, las chicas se convierten en lo que son ahora. Así que, de alguna manera, no lo sé exactamente, pero de alguna manera, mi idea subliminal o alguna emoción oculta crea que los personajes sean fuertes y capaces". Añadió que escribió la serie para demostrar que ve los juegos en línea no como un mal social o un escape de la vida real, sino que decidió mostrar los juegos de una manera más positiva en sus novelas ligeras. Kawahara también señaló que el personaje de Asuna podría haber sido creado un poco demasiada perfecta.

## Contenido de la obra

### Novelas ligeras
En su momento, Reki Kawahara escribió el primer volumen de la novela en el 2002 para poder entrar en la competencia de los premios Dengeki Novel Prize de la editorial ASCII Media Works, pero se abstuvo de presentarlo dado que había excedido el límite de páginas permitido. No obstante, Kawahara optó por publicarlo en la web bajo su seudónimo Fumio Kunori. Posteriormente, el autor agregó a su página tres volúmenes nuevos y múltiples cuentos.
En 2008, Kawahara volvió a participar en la competencia de ASCII Media Works con su obra Accel World, la cual le permitió ganar el «Grand Prize», y además de publicar Accel World, la editorial le pidió publicar su prima obra; Kawahara terminó aceptando y retiró la novela de su página web. El primer volumen de Sword Art Online fue publicado por primera vez de manera impresa el 10 de abril de 2009, mientras que el vigésimo octavo volumen fue publicado el 7 de junio de 2024. Las ilustraciones para las novelas son realizadas por Abec, quien además se encargó del diseño de los personajes para la adaptación al anime.
El 10 de octubre de 2012 se publicó el primer volumen de la segunda novela ligera de la serie, Sword Art Online: Progressive, el cual abarca las aventuras de Kirito en el primer y segundo piso del Aincrad, así como incluye la reescritura de dos historias, Aria in the Starless Night y Rondo of the Transient Sword.
También una tercera serie de novelas ligeras llamada Alternative Gun Gale Online empezó a publicarse en diciembre de 2014. Esta serie es escrita por Keiichi Sigsawa con ilustraciones de Kouhaku Kuroboshi. Hasta julio de 2016 se han lanzado 5 volúmenes de esta serie.

### Manga
La obra ha sido adaptada a siete series de manga, todas publicadas por la revista Dengeki Bunko Magazine. La primera serie, Sword Art Online: Aincrad, fue ilustrada por Tamako Nakamura y se difundió desde septiembre de 2010 hasta mayo de 2012 y consistió en dos volúmenes. Mientras que Sword Art Online 4-koma, un manga de comedia ilustrado por Jūsei Minami, publicó en septiembre de 2010. El tercer manga, Sword Art Online: Fairy Dance, fue ilustrado por Hazuki Tsubasa y comenzó a publicarse en mayo de 2012, luego de que Sword Art Online: Aincrad finalizó. El manga del arco Phantom Bullet de la novela ligera Sword Art Online muestra los sucesos de cuando Kirito entra a GGO para investigar el caso de Death Gun. Este manga es ilustrado por Kotaro Yamada. Empezó a serializarse en Japón el 13 de mayo de 2014 a través del sitio web Comic Walker. También existen dos mangas en proceso hasta la fecha del 2015, "Sword Art Online: Girls Op" en el cual las protagonistas son todas las chicas con las que Kirito tuvo contacto (y que se enamoraron de él) a excepción de Asuna, la historia se desarrollara en el ALO renovado después del accidente de Aincrad, y "Sword Art Online: Progressive" la cual se basa en la historia de Kirito y Asuna durante los primeros pisos (siendo esta una historia paralela pero con elementos de la historia original), en la cual también tendrá una importante participación "Argo" la traficante de información de Aincrad (el cual aparece en el capítulo 3 de la serie animada, cuando Kirito se desespera por la muerte de todos los miembros de su primer gremio y va con Argo para reunir información del rumor por el evento de Navidad) que como Kirito y Asuna será uno de los personajes principales de este manga.
En 2016 Kotaro Yamada, quien ya había adaptado el arco de Phantom Bullet, comenzó a adaptar el arco más extenso de la serie bajo el nombre de Sword Art Online: Proyect Alicization, que nos cuenta el viaje de Kirito en Underworld junto a Eugeo, a quien conoce al poco tiempo de entrar a ese mundo.
Proyect Alicization comenzó a publicarse el 9 de agosto de 2016 en el número 51 de la Dengeki Bunko Magazine.

### Anime
La adaptación al anime de Sword Art Online fue anunciada en el Dengeki Bunko Autumn Festival de 2011, junto a la adaptación de Accel World, otra novela ligera del mismo autor.
El anime fue dirigido por Tomohiko Itō, producido por el estudio de animación A-1 Pictures, y su banda sonora fue compuesta por Yuki Kajiura. Se emitió por primera vez en Japón en las cadenas televisivas Tokyo MX, tvk, TVS, TV Aichi, RKB, HBC y MBS el 7 de julio de 2012; mientras que las cadenas AT-X, Chiba TV y BS11 lo transmitieron en días posteriores. El anime finalizó el 22 de diciembre de 2012 con un total de veinticinco episodios de unos veinticuatro minutos cada uno.
En mayo de 2013, Toonami Estados Unidos anuncia la adquisición de Sword Art Online para su emisión.
Un especial de fin de año titulado Sword Art Online Extra Edition y que tuvo su lanzamiento el 31 de diciembre de 2013. Se emitió vía streaming por Crunchyroll y Daisuki.net. Dentro de los especiales hay 5 episodios. Al final del especial, se anunció la confirmación de una segunda temporada titulada Sword Art Online II que tuvo su lanzamiento el 5 de julio de 2014.
Sword Art Online II se estrenó el 5 de julio de 2014 como continuación del primer proyecto. Cuenta con 24 capítulos que adaptan como historia principal el arco narrativo Phantom Bullet, correspondiente a los volúmenes 5 y 6 de la novela ligera, y tras este, trae a la pantalla también los arcos Calibur y Mother's Rosario que corresponde al volumen 7.
El 18 de febrero de 2017 se estrenó la película de Sword Art Online: Ordinal Scale en Japón, Asia y Alemania, el 4 de marzo en México y el 9 de marzo de 2017 en Estados Unidos, la cual sigue la historia de Kirito y Asuna después de Mother's Rosario y antes de Alicization. La película fue reproducida en 1000 cines a nivel mundial.
Durante el evento Dengeki Bunko Fall Festival 2017 fueron anunciados dos nuevos proyectos animados para la franquicia, siendo estos la 3.ª temporada llamada Sword Art Online: Alicization y una historia alternativa llamada Sword Art Online Alternative Gun Gale Online. SAO Alternative GGO está siendo emitida desde abril de 2018.
La cuarta temporada del anime principal, titulada "Sword Art Online: Alicization – War of Underworld", fue estrenada en Japón el 6 de octubre de 2019.

### OVA
Se han publicado Originals Video Animations de la obra como contenido adicional de los discos DVD y Blu-ray, las cuales, no son relevantes en la trama principal, ya que, solo son parodias simulando un show de TV y/o noticiero sobre los acontecimientos ocurridos en los capítulos que posee el disco. En ellos podemos encontrar información adicional al universo de SAO, resúmenes de los hechos, comedia casual, entre otros. El primer OVA se llama Sword Art Offline y contiene 9 episodios. El segundo OVA se llama Sword Art Offline Extra Edition y contiene 1 episodio. El tercer OVA se llama Sword Art Offline II y contiene 9 episodios. El cuarto OVA se llama Sword art Offline ―Ordinal Scale― y contiene 1 episodio.
| N.º | Título                            | Publicación original     | Disco                                         |
| --- | --------------------------------- | ------------------------ | --------------------------------------------- |
| 1   | Sword Art Offline 1               | 24 de octubre de 2012    | Sword Art Online: Aincrad Vol. 01             |
| 2   | Sword Art Offline 2               | 21 de noviembre de 2012  | Sword Art Online: Aincrad Vol. 02             |
| 3   | Sword Art Offline 3               | 26 de diciembre de 2012  | Sword Art Online: Aincrad Vol. 03             |
| 4   | Sword Art Offline 4               | 23 de enero de 2013      | Sword Art Online: Aincrad Vol. 04             |
| 5   | Sword Art Offline 5               | 27 de febrero de 2013    | Sword Art Online: Aincrad Vol. 05             |
| 6   | Sword Art Offline 6               | 27 de marzo de 2013      | Sword Art Online: Fairy Dance Vol. 06         |
| 7   | Sword Art Offline 7               | 24 de abril de 2013      | Sword Art Online: Fairy Dance Vol. 07         |
| 8   | Sword Art Offline 8               | 22 de mayo de 2013       | Sword Art Online: Fairy Dance Vol. 08         |
| 9   | Sword Art Offline 9               | 26 de junio de 2013      | Sword Art Online: Fairy Dance Vol. 09         |
| 10  | Sword Art Offline Extra Edition   | 23 de abril de 2014      | Sword Art Online: Extra Edition               |
| 11  | Sword Art Offline II 1            | 22 de octubre de 2014    | Sword Art Online II: Phantom Bullet Vol. 01   |
| 12  | Sword Art Offline II 2            | 26 de noviembre de 2014  | Sword Art Online II: Phantom Bullet Vol. 02   |
| 13  | Sword Art Offline II 3            | 24 de diciembre de 2014  | Sword Art Online II: Phantom Bullet Vol. 03   |
| 14  | Sword Art Offline II 4            | 28 de enero de 2015      | Sword Art Online II: Phantom Bullet Vol. 04   |
| 15  | Sword Art Offline II 5            | 25 de febrero de 2015    | Sword Art Online II: Phantom Bullet Vol. 05   |
| 16  | Sword Art Offline II 6            | 25 de marzo de 2015      | Sword Art Online II: Calibur Vol. 06          |
| 17  | Sword Art Offline II 7            | 22 de abril de 2015      | Sword Art Online II: Mother's Rosario Vol. 07 |
| 18  | Sword Art Offline II 8            | 27 de mayo de 2015       | Sword Art Online II: Mother's Rosario Vol. 08 |
| 19  | Sword Art Offline II 9            | 24 de junio de 2015      | Sword Art Online II: Mother's Rosario Vol. 09 |
| 20  | Sword Art Offline ―Ordinal Scale― | 27 de septiembre de 2017 | Sword Art Online The Movie ―Ordinal Scale―    |

### Temas musicales
Como tema de apertura para los primeros catorce episodios, que conforman el arco de Aincrad, se eligió «Crossing field» de LiSA, (salvo el primer capítulo, que se usó en su lugar como tema de cierre) y «ユメセカイ» (Yume Sekai?) de Haruka Tomatsu para el resto de episodios. Para el resto de los episodios, que conforman el arco de Fairy Dance, se tomaron «Innocence» de Eir Aoi (salvo el último capítulo de la versión japonesa) y «Overfly» de Luna Haruna como tema de cierre, respectivamente; si bien el tema de cierre del último último episodio fue «Crossing field».
Aoi realizó el tema musical «虹の音» (Niji no Oto) para "Sword Art Online: Extra Edition" y posteriormente el tema de apertura de "Sword Art Online II" fue "IGNITE" (salvo el primer capítulo de dicha temporada, que se usó en su lugar como tema de cierre), mientras que el ending fue interpretado por Luna Haruna, de título «Startear» (salvo el primer capítulo de dicha temporada, que se usó en su lugar como tema de cierre). Para el arco de "ALO y el nuevo Aincrad", Haruka Tomatsu (actriz de voz de Asuna) se encargó de hacer el tema de apertura con el tema «Courage», pero la secuencia de vídeo, dividida en 2 partes, dirá si el arco es "Calibur" o "Mother's Rosario". Mientras que el tema de cierre estuvo a cargo de LiSA con los temas «No more time machine» para el arco "Calibur" y «シルシ» (Shirushi) para el arco "Mother's Rosario".
Para la tercera temporada, el primer tema de apertura es "Adamas" de LiSA, y el primer tema final es "Iris" (ア イ リ ス) de Aoi. El segundo tema de apertura es "Resister" de ASCA y el segundo tema final es "Forget-me-not" de ReoNa, con el episodio 19 con "Niji no Kanata ni" (虹 の 彼方 に, Beyond the Rainbow), también cantada por ReoNa.
Para la Cuarta Temporada, el primer tema de apertura es "Resolution" de Tomatsu, y el primer tema final es "Unlasting" de LiSA.
Para la Segunda Parte de la Cuarta Temporada se utilizó como tema de Apertura "ANIMA" interpretado por ReoNa y como tema de cierre "I Wil..." de Eir Aoi
La banda sonora de Sword Art Online, Sword Art Online II y Sword Art Online: Alicization corre a cargo de la compositora japonesa Yuki Kajiura.

### Videojuegos
Al igual que otras obras, también se ha desarrollado varios videojuegos basado en Sword Art Online, por ahora en consolas de Sony. El primero de ellos, titulado Sword Art Online: Infinity Moment (ソードアート・オンライン -インフィニティ・モーメント- Sōdo Āto Onrain: Infiniti Mōmento?), fue desarrollado por Banpresto, parte de Bandai Namco Entertainment para PlayStation Portable y fue lanzado a la venta el 14 de marzo de 2013. Por desgracia, solo salió en Japón. Este juego extiende el argumento Aincrad, en donde un virus infecta al juego, desapareciendo a Heathcliff en el proceso, Leafa y Sinon entran a Aincrad infectado debido a interferencias de AmuSphere y Medicuboid, respectivamente y el objetivo es completar los pisos faltantes.
El 2.º, titulado Sword Art Online: Hollow Fragment, salió para PlayStation Vita en Japón el abril de 2014, con 145029 copias vendidas en su primera semana. En Asia fue distribuido por Bandai Namco Entertainment Taiwán, en idiomas chino tradicional, chino simplificado e inglés. En Norteamérica y Europa fue lanzado digitálmente el agosto de 2014. El juego toma la misma historia de Sword Art Online: Infinity Moment pero se agrega el conteo de pisos completados del juego anterior y el inexplorado "Hollow Area" de Aincrad, además de reformar la jugabilidad. Philia y Strea aparecen por primera vez. Es la 1.ª reedición del juego anterior. Como parte del compilado Sword Art Online: Selector's edition, Sword Art Online: Hollow Fragment fue relanzado como Sword Art Online: Re-Hollow Fragment para PlayStation 4 el 27 de julio de 2015.
El 3.º, Sword Art Online: Lost Song, ya fue lanzado el 26 de marzo de 2015 en PlayStation 3 (en Asia) y PS Vita, con 55 090 y 139 298 copias vendidas respectivamente y el 27 de julio de 2015 para PS4 vía Blu-Ray como parte de Sword Art Online: Selector's edition, con lanzamientos al español en territorios americano y europeo. Se ha confirmado que se ambienta en Svart Alfheim, en donde, al igual que ALO, los personales son capaces de volar. El argumento dice que, en vez de escapar de Aincrad en el piso 75, un virus infectó a Aincrad y los personajes escaparon en el piso 100, como secuela de ambos juegos Infinity Moment y Hollow Fragment. Meses después, Kirito, Leafa y compañía prueba Svart Alfheim y descubrirá los secretos del juego y de sus desarrolladores.
Fuera de las consolas de Sony, existieron juegos como Sword Art Online: Code Register que únicamente fueron lanzados para iOS y Android, y solo en Japón. 
El 4.º juego en plataformas de Sony, Sword Art Online: Hollow Realization (ソードアート・オンライン -ホロウ・リアリゼーション- Sōdoāto Onrain - Horō Riarizēshon -?), salió el 27 de octubre de 2016 para PS4 y Vita en Japón y 11 días después a nivel mundial. Ya había pasado 3 años desde el incidente SAO. Sin embargo, el antiguo Aincrad fue remodelado, con un terreno gigante en vez de tener 100 pisos, y renombrado a Ainground. Además, sería el 2.º juego en incluir interfaz en español. Sin embargo, es posible encontrar fragmentos de los datos de Sachi durante la remodelación.
Kirito, Asuna, Leafa, Yuuki y LLENN aparecen en Dengeki Bunko Fighting Climax, un juego de lucha de SEGA que aparecen varios personajes de la publicadora Dengeki Bunko. El juego salió para plataforma ps3.
Con Sword Art Online: The Beginning, está empezando a crearse este videojuego para oculus rift, este será el primer VRMMORPG creado, además la empresa IBM está colaborando. Este videojuego se ambientará en SAO. Solo existen demos técnicas, sin lanzamiento de la versión final.
Sword Art Online: Memory Defrag fue lanzado para iOS y Android el 2016. La versión de Android solo se puede obtener en Japón, Asia, Estados Unidos y Europa vía Google Play; en otras regiones mediante una tienda externa. Esta entrega recrea todos los capítulos del anime y la película Ordinal Scale y permite jugar algunos eventos. Los usuarios que adquirieron el juego legalmente pueden usar dinero real para acelerar el progreso del juego.
Accel World VS Sword Art Online: Millennium Twilight es un juego de rol de acción que fue lanzado en 2017 en PlayStation 4 y Vita. Esta entrega es un crossover con Accel World.
Sword Art Online: Fatal Bullet, es un juego de disparos en tercera persona creado con Unreal Engine y distribuido por Namco Bandai para Xbox One, PlayStation 4 y Windows lanzado el 23 de febrero de 2018 y posteriormente se anunció su lanzamiento para Nintendo Switch. Se ambienta en GGO, en donde es posible realizar los torneos Bullet of Bullets, además de una nueva historia.
Sword Art Online Alicization: Rising Steel es un juego de rol en línea que fue lanzado a mediados o finales de 2019 para iOS y Android. A diferencia de otros juegos lanzados en teléfonos, este utilizó Live2D en vez de sprites. Sigue el arco de Alicization, pero solo la primera parte, y se puede expandir el juego con los antiguos arcos como eventos antes de la crisis. Sword Art Online Alicization: Lycoris, que también fue anunciado a inicios de 2019 para Xbox One, PlayStation 4 y Steam, cubre todo el arco de Alicization.
Por ahora, se encuentran otros juegos fuera de los mencionados, pero son desconocidos o creados por fanes.

## Terminología
- ALO: Abreviatura de Alfheim Online, videojuego posterior a SAO, en el cual hadas de diferentes razas se enfrentan por llegar a la cima del árbol del mundo. En él se encuentran cautivos otros 300 jugadores para ser utilizados como sujetos de experimento de Sugō Nobuyuki.

- AmuSphere: Segundo dispositivo periférico desarrollado sobre la base de la tecnología FullDive. Después del incidente ocasionado por el primer periférico Nervegear y por el videojuego Sword Art Online, este nuevo dispositivo fue elaborado con mejoras destinadas a mantener a los usuarios seguros, imposibilitando que se puedan reutilizar aquellos métodos para evitar otros casos como los de SAO.

- Augma: Tercer dispositivo periférico de la trama que, a diferencia de sus predecesores, utiliza su tecnología para transmitir información mientras se está despierto y crear una experiencia de realidad aumentada. Augma fue creado específicamente para el lanzamiento del videojuego de RMMORPG (Reality Massive Multiplayer Online Role Playing Game) llamado Ordinal Scale. Es posible entrar a videojuegos VRMMO debido a que el Augma contiene tecnología Full-Dive.

- Beater: Un término único para el primer arco argumental de SAO. Este es un acrónimo entre Beta tester (jugador que tuvo acceso previo a un videojuego antes de la venta al público de la versión alpha) y un Cheater (persona que se caracteriza por usar programas externos al videojuego, modificaciones del mismo o códigos para así finalizar el videojuego y/o derrotar más fácilmente a sus adversarios). Beater se utiliza como un término despectivo para personas que utilizan medios desleales para jugar, como el conocimiento previo de las mecánicas de jugabilidad y localización de objetos especiales dentro del mismo.

- Clearer: Jugadores de élite dentro del videojuego, aquellos de mayor nivel que el resto de los jugadores. Se enfocan en la obtención de experiencia y el desarrollo de habilidades con el fin de 'limpiar' (clear) los niveles de Aincrad para así completar el videojuego. Ellos son vistos con gran respeto por su capacidad para combatir en el frente, que son las partes más peligrosas del videojuego. Sus números fluctúan entre unos pocos cientos de los seis mil jugadores que sobrevivieron después del transcurso de dos años y se considera muy raro verlos en los pisos más bajos.
- Dungeon: Significa literalmente ''calabozo''. Son áreas pequeñas dentro del juego que poseen características más difíciles que una zona de mapa normal (trampas, monstruos más fuertes, acertijos, etc). Suelen estar en los lugares más inesperados o recónditos. Estos lugares al ser completados dejan caer objetos o equipamiento raro más fuerte que el común, por esa razón los grupos grandes de jugadores suelen aprovechar estos sitios para hacerse más fuertes de una manera más rápida y eficiente.

- FullDive: Tecnología de inmersión de Realidad Virtual completa utilizada para interaccionar entre el mundo real y los virtuales.

- GGO: Abreviatura de Gun Gale Online, videojuego estadounidense con temática ciberpunk y de armas de fuego, donde la principal característica radica en la obtención de ingresos económicos reales al progresar en el videojuego, hecho que lleva a concentrar un gran número de jugadores profesionales y competiciones regulares en torneos por premios en efectivo.

- Medicuboid: Dispositivo experimental de inmersión de Realidad Virtual completa creada por Akihiko Kayaba como tratamiento médico terapéutico contra enfermedades de pacientes en etapa terminal. Esta iniciativa se implementó posteriormente al lanzamiento del NerveGear y en simultáneo a SAO.

- NerveGear: El primer dispositivo periférico producto de la tecnología FullDive (inmersión completa) utilizado para interaccionar con videojuegos de realidad virtual. De manera encubierta, Akihiko Kayaba introdujo en la programación de Sword Art Online la creación de "trampas" específicamente diseñadas sobre la conexión neuronal del usuario para impedir su desconexión voluntaria y así mantener a las personas atrapadas dentro del videojuego, matando así a los jugadores si obtenían un "Game Over" o si se detectaba alguna interferencia externa para retirar el dispositivo de la cabeza del usuario. Dichas trampas son desactivadas al vencer al enemigo final definitivo.

- SAO: Abreviatura de Sword Art Online, título de la serie de novelas que comparte con el videojuego principal dentro de la trama del primer arco argumental de la serie, en el cual los jugadores quedan atrapados por más de tres años en el entorno de realidad virtual de Aincrad en la lucha por su propia supervivencia a merced de poder morir por diferentes peligros que hay en cada piso del castillo Aincrad por monstruos a la intemperie, en las mazmorras o los jefes de cada piso, además que fuera de las zonas seguras del juego, los jugadores pueden eliminar a otros.

- Solo Player: Tipo de jugador que lucha por su cuenta con el fin de aumentar el nivel más rápido y/o para disminuir la dependencia de los miembros del equipo por las razones que sean. Existe lo que se denomina Risk vs Reward (Riesgo contra Recompensa) con los jugadores en solitario, ya que están en mayor peligro debido a que pelean sin apoyo de otros jugadores, pero de esta manera los puntos de experiencia y objetos son más abundantes al no distribuirse entre la compañía. Aunque despreciados por un gran número de jugadores en Sword Art Online por ser egoístas y negarse a hacer equipo con otros jugadores atrapados en Aincrad, casi todos aquellos que consiguen sobrellevar esa gran dificultad se encuentran en niveles mucho más altos que la mayoría de la población de los jugadores. El protagonista principal, Kirito, es de hecho uno de estos jugadores solitarios.

- The World Seed: Un programa empaquetado creador de ambientes de realidad virtual. Creado por Akihiko Kayaba y confiado a Kazuto para que este decidiera sobre la base de su propio juicio que uso darle.

- Underworld: Es un mundo creado por el Proyecto Alicization. Se basa en un mundo en donde las horas y los días que pasan adentro de ese mundo sean solo minutos afuera en el exterior y a diferencia de otros mundos de videojuegos de la serie, este en particular es un programa experimental del gobierno para recrear un mundo en donde el cuerpo y el alma estén conectados.